# Сосюн Котияма
«Сосюн Котияма» (яп. 河内山宗俊: котияма сосюн; англ. Priest of Darkness) — японский чёрно-белый фильм-драма с элементами комедии, поставленный режиссёром Садао Яманакой в 1936 году. Фильм снят по пьесе Кабуки XIX века, известной под сокращенным названием «Котияма и Наодзиро» («Kochiyama to Naozamurai»). Ее автор – Мокуами Каватакэ (1816-1893), премьера состоялась в 1881 году. Пьеса состоит из двух частей, которые часто играются раздельно: «Котияма», или «Раннее цветенье вишен в Уэно» («Kumo ni mago Ueno no hatsuhana»), и «Наодзиро», или «Тропинка в рисовых полях в Ирия снежным вечером» («Yuki no yube Iriya no azemichi»). Роль Сосюна Котиямы исполняет знаменитый Тодзюро Каварасаки, основатель труппы театра кабуки «Дзэнсиндза». Роль Канэко играет Канъэмон Накамура, еще одна звезда этой труппы. В работе над фильмом с Яманакой активно сотрудничали многие актеры театра «Дзэнсиндза». В роли Онами снялась юная Сэцуко Хара, которая в послевоенные годы прославилась в фильмах классика японского кинематографа Ясудзиро Одзу.

## Сюжет
Действие фильма происходит в эпоху Эдо (XIX век). Сосюн Котияма — это имя главного героя повествования. Одетый как монах, Котияма на самом деле является профессиональным мошенником, в то время как Осидзу, женщина с которой он живёт, управляет игорным заведением на верхнем этаже своего дома и баром на первом этаже. В начале повествования мы видим как Котияма обманывает на 50 рё Усимацу, уличного игрока в сёги (японская игра шахматного типа). Будучи шестёркой у местного бандита Моритая, Усимацу привык обманывать других, но в данном случае провели его. Второй герой фильма, Итинодзё Канэко — бывший самурай, а ныне ронин, своеобразный «рэкетир», он собирает деньги с храмовых торговцев, которых «крышует» бандит Моритая. Он ходит при помощи палки, потому что у него одна нога короче другой. Собирая дань, ему часто приходится иметь дело с торговкой сладким сакэ, юной красавицей Онами, с которой он флиртует. 
Онами беспокоится о своём брате, бездельнике Хиротаро, который, как выясняется, регулярно посещает игорный дом Котиямы. Когда Хиротаро случайно крадет маленький нож у стареющего самурая Китамуры, он неосознанно завладевает ценным семейным сокровищем, доверенным Китамуре его покойным лордом, который в свою очередь получил это от сёгуна. Хиротаро идёт с этим ножом в увеселительное заведение к Отидзу — любовнице Котиямы. Там он знакомится с самим Котиямой, представившись своим «взрослым именем» — Наодзиро. Вместе с Котиямой он отправляется в дом гейш, где встречает свою давнюю подругу, Мититосэ. На гейшу Мититосэ положил глаз бандит Моритая, который её уже выкупил из дома гейш, но она решается на побег вместе с Хиротаро. Ревнивая Отидзу не пускает их в своё заведение (Кэнта, сосед, сказал ей, что Котияма часто ходит в лавку Онами и что Наодзиро-Хиротаро — ее брат). Не зная куда податься, юная пара решается на отчаянный шаг — двойное самоубийство. Девушка погибла, а к выжившему Хиротаро является Моритая с требованием отдать за неё 300 рё, те деньги, что им были выплачены за её выкуп из заведения. 
В то время как Хиротаро прячется, его сестра Онами понимает, что ей придётся продать саму себя, чего впрочем, и ждёт от неё Моритая. Узнав об этом, Хиротаро убивает злодея. Котияма и Канэко, ставшие друзьями благодаря Онами, находят девушку в доме Кэнты, вызволяют её и прячут у Отидзу, обещая вскоре вернуться с требуемой суммой. Все еще ревнуя, Отидзу выдает Онами. Котияма и Канэко возвращаются с деньгами, но Онами уже забрали. Врывается Хиротаро, преследуемый бандой Моритая. Отидзу преграждает путь бандитам. Она будет убита, но успеет сказать Котияме, куда увели Онами. Котияма и Канэко сражаются насмерть с бандой, чтобы Хиротаро успел убежать и спасти сестру...

## В ролях
- Тодзюро Каварасаки — Сосюн Котияма
- Канъэмон Накамура — Итинодзё Канэко
- Сэцуко Хара — Онами
- Сэнсё Итикава — Хиротаро, он же Наодзиро
- Сидзуэ Каварасаки (в титрах — Сидзуэ Ямагиси) — Осидзу
- Дайскэ Като (в титрах — Эндзи Итикава) — Кэнта
- Сукэдзо Сукэдакая — Кураями-но Усимацу
- Тёэмон Бандо — Сэйдзо Моритая
- Сёдзи Киёкава — Дайдзэн Китамура
- Дзюнко Кинугаса — Мититосэ

## Премьеры
- Япония — национальная премьера фильма состоялась 30 апреля 1936 года[1].
- — впервые показан российскому зрителю 24 сентября 2008 года в рамках 10-й ретроспективы японского кино в Москве (в Центральном Доме Художника)[2].